# Domaine de communication extérieur
Cet article court présente un sujet plus développé dans : trou noir.
Le domaine de communication extérieur est la région de l'espace-temps localisée en-deçà de l'horizon des événements d'un trou noir.
Le domaine de communication extérieur est une « notion-clé » pour l'étude d'un trou noir dans un espace-temps asymptotiquement plat. Lorsque l'espace-temps est stationnaire, la région du domaine de communication extérieure peut être définie — comme celle du trou noir et celle du trou blanc — sans avoir à utiliser un système de coordonnées.
L'expression « domaine de communication extérieur », est une traduction de l'expression anglaise domain of outer communications proposée en 1971 par Brandon Carter,,.